# Gale Tattersall
Gale Tattersall (* 15. Mai 1948 in Wirral bei Liverpool, Großbritannien) ist ein britischer Kameramann.

## Leben und Wirken
Tattersall wuchs in der Vorstadt von Liverpool und zeitweise in einem Internat in Darjeeling, Indien, auf, als sein Vater bei einem Stahlwerk in Bombay beschäftigt war. Mit 16 verließ er Liverpool und ging nach London. Seine ersten beruflichen Schritte unternahm Tattersall als Fotograf bei der dortigen Architectural Association School of Architecture.
Noch keine 20 Jahre alt, schrieb er sich bei der London Film School für einen zweijährigen Kurs ein. Nach seinem Abschluss durfte er für das British Film Institute den Kurzfilm “Value For Money” drehen. Der damalige Leiter des BFI Production Board, Bruce Beresford, verpflichtete ihn daraufhin als einfachen Kameramann für seinen ersten abendfüllenden Kinospielfilm, “The Adventures Of Barry McKenzie”. Beresford und er sollten künftig noch mehrfach zusammenarbeiten.
Zur Zeit der Blüte des neuen australischen Films, Mitte der 1970er-Jahre, traf Tattersall in Australien ein und kooperierte mit der Avantgarde des dortigen Kinos, darunter Peter Weir, George Miller und Fred Schepisi. Wieder zurück in England, fotografierte er den Film “My Ain Folk” und erhielt dafür beim Cork Film Festival den „Director Of Photography Award“. In der Folgezeit fotografierte Gale Tattersall vor allem für die Werbung und lernte bei dieser Arbeit nachmals bedeutende Filmregisseure wie Alan Parker, Adrian Lyne, Hugh Hudson sowie Ridley Scott und dessen Bruder Tony Scott kennen. Zu seinen wichtigsten Lehrmeistern jener Londoner Jahre zählten die angesehenen Kameraleute David Watkin, John Alcott, Roger Pratt, Michael Seresin und Peter Biziou.
Unter der Leitung des Chefkameramanns Philippe Rousselot fotografierte Tattersall 1984 letztmals als einfacher camera operator einen Film, John Boormans Der Smaragdwald. Für die Aufnahmen reisten Tattersall und die Filmcrew acht Monate lang in den brasilianischen Regenwald am Amazonas. Im Jahr darauf debütierte Tattersall bei der originellen Geschichte um einen eigenwilligen Affen Link – Der Butler als Chefkameramann (bei der Second Unit). Das Angebot Stanley Kubricks, bei dessen Vietnamkriegsepos Full Metal Jacket im selben Jahr (1985) noch einmal als einfacher Kameramann zu arbeiten, schlug Gale Tattersall daraufhin aus.
Tattersall betätigte sich auch in der Folgezeit zwischen einzelnen Drehs als Kameramann für Werbefilme. Seit den ausgehenden 1980er-Jahren wurde er mehrfach nach Hollywood verpflichtet. Zwischendurch übernahm er auch Regieaufträge von der Werbung und drehte einzelne commercials für die britische Firma BFCS, die auch im kalifornischen Santa Monica ein Büro unterhielt. 
In den 1990er-Jahren begann das Fernsehen an Bedeutung in Tattersalls Karriere zu gewinnen. So fotografierte er alle zwölf Episoden der HBO-Serie “From The Earth To The Moon” mit Tom Hanks als Moderator. Für diese Leistung erhielt der Brite eine Emmy-Nominierung. Eine weitere, von Gale Tattersall kameratechnisch betreute Topserie wurde im neuen Jahrtausend Dr. House. Bei derzeit über 110 Folgen dieses vielfach ausgezeichneten NBC-Programms stand er hinter der Kamera und erhielt sowohl 2007 als auch 2009 jeweils eine Nominierung für den ASC Award.

## Filmografie (als Chefkameramann, Auswahl)
- 1973: Schottische Trilogie (2): Meine Leute (My Ain Folk)
- 1980: Dark Water (Kurzfilm)
- 1986: Rebellion der Rechtlosen
- 1987: Aria
- 1988: Homeboy
- 1989: Vroom! - Ab in die Freiheit
- 1989: Wilde Orchidee
- 1990: Die Commitments
- 1994: Tank Girl
- 1995: Virtuosity
- 1997: From the Earth to the Moon (TV-Reihe)
- 1998: Turbulenzen – und andere Katastrophen
- 1998: Reiter auf verbrannter Erde (TV)
- 2000: 13 Geister (Thir13en Ghosts)
- 2001: Ghost Ship
- 2006–11: Dr. House (TV-Serie)